# أهل الصليب (الزريزر)
أهل الصليب هي إحدى مشيخات المملكة المغربية، تتبع جغرافيا لإقليم تاونات وإداريًا لالزريزر. يقدر عدد سكانها بـ 3822 نسمة حسب الإحصاء الرسمي للسكان والسكنى لسنة 2004.